# Glenea univittata
Glenea univittata är en skalbaggsart som beskrevs av Aurivillius 1924. Glenea univittata ingår i släktet Glenea och familjen långhorningar.
Artens utbredningsområde är Filippinerna. Inga underarter finns listade i Catalogue of Life.